# Трка на 60 метара
Трка на 60 метара је спринтерска атлетска дисциплина, која се обично одржава на такмичењима у дворани. Састоји се од спринта у правој линији, који траје око 7 секунди. На отвореном је ретка дисциплина, бар у такмичењима сениора, где доминира трка на 100 метара.
У овој дисциплини је најважнији старт. Због дужине сале и великих брзина иза циља се обично постављају на зид заштитни „теписи“ да би спречиле евентуалне повреде такмичара.
Трка је била на програму Летњих олимпијских игара два пута у мушкој конкуренцији 1900. у Паризу и 1904. у Сент Луису, али је после тога скинута са програма игара.

## Светски рекорди
Светски рекорди на 60 метара у дворани признати су од ИААФ (International Association of Athletics Federations – Међународна атлетска федерација) 31. децембра 2009. године. Тренутно у мушкој конкуренцији светски рекорд држи Американац Кристијан Колеман са 6,34 (34,07 km/s )  који је постигао у Албукеркију 18. фебруара 2018. Код жена рекордерка је Рускиња Ирина Привалова са 6,92 (31,21 km/s) који је постигла два пута, оба пута у Мадриду. Поставила га је 11. фебруара 1993, а изједначила 9. фебруара 1995. Приликом постављања светског рекорда у трци на 100 метара у Берлину 2009. године Јусејн Болт је у пролазу на 6о метара трчао 6,31 (34,23 km/s ). Овај резултат, није постигнут у трци на 60 метара, па  не може бити  признат као светски рекорд.

## Листа најбољих резултата свих времена на 60 метара за мушкарце
Ово је листа атлетичара, који су трчали 60 метара у времену испод 6,46 сек. са стањем на дан 4. април 2025. године. (Напомена: већина атлетичара је по неколико пута истрчало трку у приказаном временском распону. Приказан је само најбољи резултат сваког атлетичара.)
| #   | Рез. | Атлетичар             | Рођен               | Држава               | Датум             | Место            |
| 1.  | 6,34 | Кристијан Колеман     | 6. март 1996.       | САД                  | 18. фебруар 2018. | Албукерки        |
| 2.  | 6,39 | Морис Грин            | 23. јул 1974.       | САД                  | 3. фебруар 1998   | Мадрид           |
| 3.  | 6,40 | Рони Бејкер           | 15. октобар 1993.   | САД                  | 18. фебруар 2018. | Албукерки        |
| 4.  | 6,41 | Андре Кејсон          | 20. јануар 1969.    | САД                  | 14. фебруар 1992. | Мадрид           |
| 4.  | 6,41 | Ламонт Марсел Џејкобс | 26. септембар 1994. | Италија              | 19. март 2022.    | Београд          |
| 6.  | 6,42 | Двејн Чејмберс        | 5. април 1978.      | Уједињено Краљевство | 7. март 2009.     | Торино           |
| 6.  | 6,42 | Бингтјен Су           | 29. август 1989.    | Кина                 | 3. март 2018.     | Бирмингем        |
| 6.  | 6,42 | Трејвон Бромел        | 10. јул 1995.       | САД                  | 10. фебруар 2023. | Клемсон          |
| 9.  | 6,43 | Тим Харден            | 27. јануар 1974.    | САД                  | 7. март 1999.     | Маебаши          |
| 9.  | 6,43 | Ноа Лајлс             | 18. јул 1997.       | САД                  | 17. фебруар 2024. | Албукерки        |
| 11. | 6,44 | Асафа Пауел           | 27. јануар 1974.    | Јамајка              | 7. март 1999.     | Маебаши          |
| 11. | 6,44 | Марвин Брејси         | 25. decembar 2022.  | САД                  | 19. март 2022.    | Београд          |
| 13. | 6,45 | Брини Сирен           | 12. јул 1967.       | Канада               | 13. фебруар 1993. | Лијевен          |
| 13. | 6,45 | Леонард Мајлс-Милс    | 9. мај 1973.        | Гана                 | 20. фебруар 1999. | Колорадо Спрингс |
| 13. | 6,45 | Теренс Трамел         | 23. новембар 1978.  | САД                  | 17. фебруар 2001  | Покатело         |
| 13. | 6,45 | Џастин Гатлин         | 10. фебруар 1982.   | САД                  | 1. март 2003.     | Бостон           |
| 13. | 6,45 | Ронал Поњон           | 16. новембар 1982.  | Француска            | 13. фебруар 2005. | Карлсруе         |
| 13. | 6,45 | Трел Кимонс           | 13. јул 1985.       | САД                  | 26. фебруар 2012. | Албукерки        |
| 13. | 6,45 | Теренс Џоунс          | 8. новембар 2002.   | Бахами               | 1. јануар 2022.   | Тексас           |
| 13. | 6,45 | Аким Блејк            | 21. јануар 2001.    | Јамајка              | 4. фебруар 2024.  | Бостон           |
| --- | ---- | --------------------- | ------------------- | -------------------- | ----------------- | ---------------- |

## Листа најбољих резултата свих времена на 60 метара за жене
Ово је листа атлетичарки, које су трчале 60 метара у времену испод 7,02 сек. са стањем на дан 4. април 2025. године. (Напомена: већина атлетичарки је по неколико пута истрчало трку у приказаном временском распону. Приказан је само најбољи резултат сваке атлетичарке.)
| #   | Рез. | Атлетичарка           | Рођена              | Држава                     | Датум             | Место     |
| 1.  | 6,92 | Ирина Привалова       | 22. новембар 1968.  | Русија                     | 11. фебруар 1993. | Мадрид    |
| 2.  | 6,94 | Алеја Хобз            | 24. фебруар 1996.   | САД                        | 18. фебурар 2023. | Албукерки |
| 2.  | 6,94 | Џулијен Алфред        | 10. јун 2001.       | Света Луција               | 11. март 2023.    | Албукерки |
| 4.  | 6,95 | Гејл Диверс           | 19. новембар 1966.  | САД                        | 12. март 1993.    | Торонто   |
| 4.  | 6,95 | Марион Џоунс          | 12. октобар 1975    | САД                        | 7. март 1998.     | Маебаши   |
| 6.  | 6,96 | Мерлин Оти            | 10. мај 1960.       | Јамајка                    | 14. фебруар 1992. | Мадрид    |
| 6.  | 6,96 | Катерина Тану         | 1. фебруар 1975.    | Грчка                      | 7. март 1999.     | Маебаши   |
| 6.  | 6,96 | Муџинга Камбунџи      | 17. јун 1992.       | Швајцарска                 | 18. март 2022.    | Београд   |
| 9.  | 6,97 | Лаверн Џоунс-Ферет    | 16. септембар 1991. | Америчка Девичанска Острва | 6. фебруар, 2010. | Штутгарт  |
| 9.  | 6,97 | Миријел Ауре          | 23. август 1987.    | Обала Слоноваче            | 2. март 2018.     | Бирмингем |
| 11. | 6,98 | Шели-Ен Фрејзер-Прајс | 27. децембар 1986.  | Јамајка                    | 9. март 2014.     | Сопот     |
| 11. | 6,98 | Елејн Томпсон         | 28. јун 1992.       | Јамајка                    | 18. фебруар 2017. | Бирмингем |
| 11. | 6,98 | Ева Свобода           | 26. јул 1997.       | Пољска                     | 2. март 2024.     | Глазгов   |
| 14. | 6,99 | Мајкиа Бриско         | 14. јул 1996.       | САД                        | 18. март 2022.    | Београд   |
| 15. | 7,00 | Нели Куман            | 6. јун 1964.        | Холандија                  | 23. фебруар 1986. | Мадрид    |
| 15. | 7,00 | Вероника Кембел-Браун | 15. мај 1982.       | Јамајка                    | 14. март 2010.    | Доха      |
| 15. | 7,00 | Дафне Схиперс         | 15. јун 1992.       | Холандија                  | 13. фебруар 2016. | Берлин    |
| 15. | 7,00 | Барбара Пјер          | 20. април 1986.     | САД                        | 12. март 2016.    | Портланд  |
| 19. | 7,01 | Саватида Фајнс        | 17. октобар 1974.   | Бахаме                     | 7. март 1999.     | Маебаши   |
| 19. | 7,01 | Ме'Лиса Барбер        | 4. октобар 1980.    | САД                        | 10. март 2006.    | Москва    |
| 19. | 7,01 | Лорин Вилијамс        | 11. септембар 1983. | САД                        | 10. март 2006.    | Москва    |
| 19. | 7,01 | Зајнаб Досо           | 12. септембар 1999. | Италија                    | 9. март 2025.     | Апелдорн  |
| --- | ---- | --------------------- | ------------------- | -------------------------- | ----------------- | --------- |

## Мушки рекорди у дворани
(стање 4. април 2025)
|     | Време/сек | Име                   | Рођен               | Држава                                     | Датум             | Место            |
| --- | --------- | --------------------- | ------------------- | ------------------------------------------ | ----------------- | ---------------- |
| СР  | 6,34      | Кристијан Колеман     | 6. март 1996.       | САД                                        | 18. фебруар 2018. | Албукерки        |
| ЕР  | 6,41      | Ламонт Марсел Џејкобс | 26. септембар 1994. | Италија                                    | 19. март 2022.    | Београд          |
| САР | 6,34      | Кристијан Колеман     | 6. март 1996.       | САД                                        | 18. фебруар 2018. | Албукерки        |
| ЈАР | 6,52      | Жозе Карлос Мореира   | 20. септембар 1983. | Бразил                                     | 13. фебруар 2009. | Париз            |
| АФР | 6,45      | Леонард Мајлс-Милс    | 8. мај 1973.        | Гана                                       | 20. фебруар 1999. | Колорадо Спрингс |
| АЗР | 6,42      | Бингтјен Су           | 29. август 1989.    | Кина                                       | 3. март 2018.     | Бирмингем        |
| ОКР | 6,52      | Метју Шервингтон      | 20. октобар 1993.   | Аустралија                                 | 7. март 1999.     | Маебаши, Јапан   |
| ОКР | 6,52      | Метју Шррвингтон      | 20. октобар 1993.   | Аустралија                                 | 7. март 1999.     | Маебаши, Јапан   |
| РС  | 6,66      | Алекса Кијановић      | 31. март 1997.      | Србија · Београдски атлетски клуб, Београд | 2023              |                  |

## Женски рекорди у дворани
(стање 4. април 2025)
|     | Време/сек | Име                    | Рођена              | Држава                          | Датум             | Место      |
| --- | --------- | ---------------------- | ------------------- | ------------------------------- | ----------------- | ---------- |
| СР  | 6,92      | Ирина Привалова        | 22. новембар 1968.  | Русија                          | 11. фебруар 1993. | Мадрид     |
| СР  | 6,92      | Ирина Привалова        | 22. новембар 1968.  | Русија                          | 9. фебруар 1995.  | Мадрид     |
| ЕР  | 6,92      | Ирина Привалова        | 22. новембар 1968.  | Русија                          | 11. фебруар 1993. | Мадрид     |
| ЕР  | 6,92      | Ирина Привалова        | 22. новембар 1968.  | Русија                          | 9. фебруар 1995.  | Мадрид     |
| САР | 6,94      | Алеја Хобз             | 24. фебруар 1996.   | САД                             | 18. фебурар 2023. | Албукерки  |
| САР | 6,94      | Џулијен Алфред         | 10. јун 2001.       | Света Луција                    | 11. март 2023.    | Албукерки  |
| ЈАР | 7,14      | Виторија Кристина Роза | 12. јануар 1996.    | Бразил                          | 18. март 2022.    | Београд    |
| АФР | 6,99      | Миријел Ауре           | 23. август 1987.    | Обала Слоноваче                 | 15. фебруар 2013. | Бирмингем, |
| АЗР | 7,09      | Сусантика Џајасинге    | 17. децембар 1975.  | Шри Ланка                       | 7. фебруар 1999.  | Штутгарт   |
| ОКР | 7,06      | Зои Хобз               | 11. септембар 1997. | Нови Зеланд                     | 2. март 2024.     | Глазгов    |
| РС  | 7,31      | Ивана Шпановић         | 10. мај 1990.       | Србија · АК Војводина, Нови Сад | 31. јануар 2015.  | Нови Сад   |